# Kaple Nanebevzetí Panny Marie (Soběhrdy)
Kaple Nanebevzetí Panny Marie v Soběhrdech je novorománská stavba z roku 1907.

## Dějiny vzniku kostela
V roce 1903 dal poříčský faráře Josef Beneš podnět k sestavení komise, která sestávala z faráře, starosty obce a řídícího učitele, s cílem postavit v Soběhrdech mariánskou kapli. Myšlence byly nakloněny církevní i státní úřady a ve věci se angažovala dokonce nejvyšší místa. Ke vzniku svatostánku značně přispěl samotný císař František Josef I., dále následník trůnu, arcivévoda František Ferdinand d'Este, kardinál Lev Skrbenský z Hříště, profesor Josef Šprongl a mnoho dalších z řad obyvatelstva, církve i aristokracie. Původní plán na shromáždění prostředků k výstavbě malé kaple byl mnohonásobně překročen, a tak mohl být postaven poměrně veliký kostel, který pojme 250 osob.

## Stavba
Pseudorománský kostel byl dokončen v roce 1907. Na svátek Nanebevzetí Panny Marie 15. srpna téhož roku 1907 byl kostel vysvěcen.

## Správa kostela
Kostel je spravován z farního úřadu Poříčí nad Sázavou a hřbitov v Žíňanech, který patří ke kostelu je ve správě obce. Bohoslužby se konají každou každou sobotu, v zimě 15.30, respektive v 18.30 v letním období.